# Malburgen (buurtschap)
Malburgen was een dorp en later buurtschap in de huidige gemeente Arnhem, vermoedelijk ontstaan in de vroege middeleeuwen.
Malburgen wordt voor het eerst genoemd in de twaalfde eeuw. De  naam is waarschijnlijk terug te voeren tot het Germaanse 'Mathla', wat volksvergadering of gerechtsplaats betekent (zie ook ding, samengevoegd met 'berg' in de betekenis van 'hoogte, heuvel'. Oorspronkelijk is het dus de heuvel waar rechtspraak plaatsvond.
Malburgen lag op de zuidelijke Rijnoever ter hoogte van de huidige Bakenhofweg. Het was een klein dorp rond het kasteel Malburgen. In de middeleeuwen werd het een zelfstandige parochie met een eigen kerk. Malburgen kende, net als De Praets, een veerdienst en tevens een veerhuis. De oudste vermelding hiervan dateert uit 1371. De veerplaats op de noordelijk Rijnoever lag op een dijk waar zich nu de monding van de Nieuwe Haven bevindt.
Na de vijftiende eeuw liep de bewoning van Malburgen terug. De kerk werd in de Tachtigjarige Oorlog verwoest en niet meer opgebouwd, het kasteel verdween in de 17e eeuw in de Rijn door afslag van de Rijnoever. Uiteindelijk verlieten ook de laatste bewoners Malburgen.
Malburgen lag in het district Huissen van het Hertogdom Kleef. In het Verdrag van Fontainebleau staat Pruisen, waar het Hertogdom Kleef inmiddels deel van uitmaakt, Huissen af aan het Koninkrijk Holland. Een periode van snelle staatkundige veranderingen volgde waaronder inlijving in het Franse Keizerrijk. Pas tijdens het Congres van Wenen in 1815 werd Huissen en daarmee ook Malburgen definitief aan Nederland toegewezen waarna het op 1 juni 1816 door Pruisen aan Nederland werd overgedragen. Na de overgang tot Nederland bleef Malburgen deel van de gemeente Huissen tot de jaren dertig van de twintigste eeuw, toen het geannexeerd werd door de gemeente Arnhem en na 1935 de woonwijk Malburgen ontstond.